# Anjo Mau
Anjo Mau este o telenovelă braziliană din 1997-1998. 
Roluri principale sunt interpretate de Glória Pires, Kadu Moliterno, Alessandra Negrini, Leonardo Brício, Maria Padilha, Lavínia Vlasak, Gabriel Braga Nunes, José Lewgoy, Mauro Mendonça și Beatriz Segall.